# Френсіс Скотт Кі
Френсіс Скотт Кі (Кей, англ. Francis Scott Key; 1 серпня 1779 — 11 січня 1843) — американський юрист та поет, автор тексту державного гімну США.

## Біографія
Френсіс Скотт Кі народився у 1779 році в окрузі Фредерік, штат Мериленд, у сімейному помісті Терра Руба. Вивчав право у коледжі Сент-Джонс Аннаполісі, після чого продовжив навчання під керівництвом дядька Філіпа Бартона Кі.
Під час Війни 1812 року Френсіс Кі разом із полковником Джоном Скіннером вирушив на зустріч з представниками британського флоту для проведення переговорів зі звільнення взятого в полон доктора Вільяма Бінса, друга Кі. Переговори закінчилися успішно. Скіннеру, Бінсу та Кі було дозволено повернутися на своє судно. Але їм не дозволили повернутися до Балтимору, оскільки вони дізналися розташування британських військ, а також вивідали план британців із нападу на місто. В результаті за ходом бомбардування форту Мак-Генрі в Балтиморі Кі спостерігав зі свого судна. Героїчний захист форту надихнув його на написання поеми «Оборона Форту Мак-Генрі». Уривок цього твору ліг в основу тексту державного гімну США — «Прапор, усипаний зірками» (англ. The Star-Spangled Banner).
Після війни Френсіс Кі служив окружним прокурором у Вашингтоні, а також час від часу писав вірші, бувши поетом-любителем. Помер у 1843 році від плевриту.

### Пам'ятники
У Сан-Франциско йому стояв пам'ятник. У червні 2020 року активісти руху BLM скинули його, через те що Френсіс, за їх словами був рабовласником. Також була скинута статуя і Френсіса Скотта Кі.